# عملية تليك
عملية تليك (بالإنجليزية: Operation Telic) هي الاسم الرمزي الذي تم بموجبه تنفيذ جميع العمليات العسكرية للمملكة المتحدة في العراق من بداية غزو العراق في 19 آذار/مارس 2003 حتى انسحاب آخر القوات البريطانية المتبقية في 22 أيار/مايو 2011، انتهى الجزء الأكبر من العملية في 30 نيسان/أبريل 2009. ولكن حوالي 150 جنديًا من البحرية الملكية، ظلوا في العراق حتى 22 أيار/مايو 2011 كجزء من مهمة التدريب والاستشارة للقوات العراقية. نُشر 46000 جندي في بداية الغزو وبلغت التكلفة الإجمالية للحرب 9.24 مليارات جنيه إسترليني في عام 2010.

## أنظر أيضا
- وسام العراق
- لجنة تشيلكوت

## روابط خارجية
- ميدالية الحملة لعملية تليك
- القتلى البريطانيون في العراق (وزارة الدفاع)
- معرض للصور من جولة اللواء 20 مدرع في العراق خلال العملية تليك 8 (وزارة الدفاع)